# Rynek pierwotny
Rynek pierwotny papierów wartościowych – część rynku finansowego, na której następuje emisja papierów wartościowych, tj. sprzedaż przez emitenta nowych papierów wartościowych subskrybentom (pierwotnym nabywcom). Emisja i zakup papierów wartościowych na rynku pierwotnym odbywa się za pośrednictwem domów maklerskich lub banków prowadzących działalność maklerską.

## Funkcje rynku pierwotnego
- alokacja kapitału do najbardziej efektywnych sektorów gospodarki,
- zwiększenie możliwości rozwojowych podmiotów gospodarczych – dodatkowe kapitały umożliwiają m.in. podejmowanie nowych inwestycji lub przedsięwzięć,
- zwiększenie konkurencji na rynku finansowym – możliwość wyboru źródła kapitału obniża koszt kapitału,
- rozwój rynku papierów wartościowych – nowe emisje wpływają na pojawiania się nowych inwestorów.